# Sindaci di Marino
Segue l'elenco nella cronotassi dei sindaci di Marino succedutisi dal 1870 a oggi.
Fino al 1870 la cittadina era governata da una Giunta Comunale dove i vari incaricati erano estratti a sorte da una rosa di nomi selezionati dal Viceduca se non dal Principe Colonna stesso (fino al 1814) e poi dal Governatore pontificio.
La sede municipale nel Catasto Gregoriano (1835) viene indicata in uno stabile di fronte a Palazzo Colonna, ai margini del rione Castelletto, accanto alla carceri. Poi nel 1878 la residenza comunale passò nel Palazzo Municipale appositamente costruito, oggi meglio noto come Palazzo Matteotti, fino al 1918 quando le eredi di Casa Colonna vendettero Palazzo Colonna al Comune. Dopo il 2 febbraio 1944, quando il bombardamento alleato distrusse Palazzo Colonna, la sede municipale dopo alcuni mesi di permanenza tra i locali sottostanti la basilica di San Barnaba e il cinema, si spostò di nuovo a Palazzo Matteotti fino al 1962 quando Palazzo Colonna venne completamente ricostruito.
Marino è uno degli enti locali più commissariato d'Italia, nonché una delle principali roccaforti della sinistra nei Castelli Romani.

## Lista
| Titolare         | Titolare                 | Carica                          | Dal               | Al                            | Partito                                                   | Motivo della cessazione dalla carica           |
| ---------------- | ------------------------ | ------------------------------- | ----------------- | ----------------------------- | --------------------------------------------------------- | ---------------------------------------------- |
|                  | Cesare Campegiani        | Sindaco                         | 24 novembre 1870  | 9 settembre 1874              | [ 4 ]                                                     | Scadenza naturale del mandato.                 |
|                  | Luigi Armati             | Sindaco                         | 9 settembre 1874  | 1º settembre 1875             | Repubblicano                                              | N.D.                                           |
|                  | Pietro Paolo Testa       | Sindaco                         | 29 dicembre 1875  | 9 febbraio 1877               | Repubblicano                                              | N.D.                                           |
|                  | Sigismondo Zelinotti     | Sindaco                         | 5 aprile 1877     | 17 febbraio 1884              | Repubblicano                                              | N.D.                                           |
|                  | Ludovico Capri           | Sindaco                         | 27 marzo 1884     | 17 ottobre 1889               | [ 6 ]                                                     | N.D.                                           |
|                  | Salvatore Di Marco       | Sindaco                         | 22 febbraio 1890  | 3 aprile 1892                 |                                                           | Sfiduciato dal Consiglio comunale.             |
|                  | Marco Bellucci           | Sindaco                         | 5 agosto 1892     | 19 settembre 1894             | Repubblicano                                              | Dimissioni.                                    |
|                  | Domenicantonio Romei     | Regio commissario straordinario | 19 settembre 1894 | 6 agosto 1895                 |                                                           |                                                |
|                  | Giovanni Battista Vitali | Sindaco                         | 6 agosto 1895     | 20 agosto 1896                |                                                           |                                                |
|                  | Annibale Terribili       | Sindaco                         | 6 febbraio 1897   | 10 agosto 1899                |                                                           | Dimissioni.                                    |
|                  | Giovanni Battista Vitali | Sindaco                         | 6 agosto 1899     | 29 giugno 1904                |                                                           | Dimissioni.                                    |
|                  | Marco Bellucci           | Sindaco                         | 29 luglio 1904    | 10 giugno 1907                | Partito Repubblicano Italiano                             | Dimissioni.                                    |
| 25 agosto 1907   | Marco Bellucci           | Sindaco                         | 25 agosto 1910    |                               | Partito Repubblicano Italiano                             |                                                |
| 25 agosto 1910   | Marco Bellucci           | Sindaco                         | 4 dicembre 1911   | Sospeso dalla carica.         | Partito Repubblicano Italiano                             |                                                |
|                  | Giuseppe Calchera        | Regio commissario straordinario | 12 dicembre 1911  | 17 giugno 1912                |                                                           |                                                |
|                  | Luigi Capri Cruciani     | Sindaco                         | 17 giugno 1912    | 8 febbraio 1914               | Cattolico                                                 |                                                |
|                  | Oreste Vito Quagliarini  | Sindaco                         | 12 luglio 1914    | 10 settembre 1920             | Cattolico                                                 |                                                |
|                  | Marco Bellucci           | Sindaco                         | 3 ottobre 1920    | 20 agosto 1923 (dimesso)      | Partito Repubblicano Italiano                             |                                                |
|                  | Luigi Campana            | Commissario prefettizio         | 22 agosto 1923    | 1923                          |                                                           |                                                |
|                  | Oreste Bompiani          | Commissario prefettizio         | 1923              | 24 ottobre 1924               |                                                           |                                                |
|                  | Ugo Colizza              | Commissario prefettizio         | 24 ottobre 1924   | 10 dicembre 1926              | Partito Nazionale Fascista                                |                                                |
|                  | Alfideo Berrettoni       | Podestà                         | 24 ottobre 1927   | 10 dicembre 1942              | Partito Nazionale Fascista                                |                                                |
|                  | Guido Di Napoli          | Podestà                         | 1943              | 1943                          | Partito Nazionale Fascista                                |                                                |
|                  | Ortensio Manes           | Podestà                         | 1943              | 1943                          | Partito Nazionale Fascista                                |                                                |
|                  | Modesto Caprino          | Podestà                         | 1944              | 4 giugno 1944                 | Partito Fascista Repubblicano                             |                                                |
|                  | Zaccaria Negroni         | Sindaco pro tempore             | 4 giugno 1944     | 10 aprile 1946                | Democrazia Cristiana                                      |                                                |
|                  | Olo Galbani              | Sindaco                         | 10 aprile 1946    | 29 novembre 1948              | Partito Repubblicano Italiano Fronte Democratico Popolare | Dimissioni.                                    |
|                  | Giovannino Loreti        | Sindaco                         | 29 novembre 1948  | 3 aprile 1950                 | Fronte Democratico Popolare                               | Sospeso dalla carica.                          |
|                  | Umberto Lucarelli        | Sindaco                         | 3 aprile 1950     | 25 maggio 1952                | Fronte Democratico Popolare                               |                                                |
|                  | Aurelio Del Gobbo        | Sindaco                         | 25 maggio 1952    | 1956                          | Fronte Democratico Popolare                               | Scadenza naturale del mandato.                 |
|                  | Nicola Marini d'Armenia  | Commissario prefettizio         | 1956              | 1959                          |                                                           |                                                |
|                  | Angelo Grasso            | Commissario prefettizio         | 1959              | 1961                          |                                                           |                                                |
|                  | Giulio Santarelli        | Sindaco                         | 7 gennaio 1961    | 22 gennaio 1964               | Partito Socialista Italiano                               | Scadenza naturale del mandato.                 |
| 23 novembre 1964 | Giulio Santarelli        | Sindaco                         | 24 ottobre 1968   |                               | Partito Socialista Italiano                               |                                                |
|                  | Attilio Montefiori       | Sindaco                         | 25 ottobre 1968   | 8 agosto 1970                 | Partito Socialista Italiano                               |                                                |
|                  | Franco Palumbo           | Sindaco                         | 9 agosto 1970     | 8 febbraio 1973               | Partito Socialista Italiano                               |                                                |
|                  | Dante Rapo               | Sindaco                         | 12 febbraio 1973  | 23 marzo 1974                 | Partito Comunista Italiano                                |                                                |
|                  | Franco Armati            | Sindaco                         | 26 marzo 1974     | 8 ottobre 1975                | Democrazia Cristiana                                      |                                                |
|                  | Mario Di Falco           | Sindaco                         | 9 ottobre 1975    | 3 giugno 1978                 | Partito Socialista Italiano                               |                                                |
|                  | Mario Mercuri            | Sindaco                         | 3 giugno 1978     | 22 luglio 1980                | Partito Comunista Italiano                                |                                                |
| 23 luglio 1980   | Mario Mercuri            | Sindaco                         | 25 novembre 1981  |                               | Partito Comunista Italiano                                |                                                |
|                  | Lorenzo Ciocci           | Sindaco                         | 26 novembre 1981  | 25 maggio 1983                | Partito Comunista Italiano                                |                                                |
|                  | Gustavo De Luca          | Sindaco                         | 26 maggio 1983    | 30 gennaio 1984               | Partito Socialista Italiano                               |                                                |
|                  | Aldo Gargano             | Sindaco                         | 31 gennaio 1984   | 20 luglio 1984                |                                                           |                                                |
|                  | Fernando Quagliarini     | Sindaco                         | 21 luglio 1984    | 14 settembre 1984             |                                                           |                                                |
|                  | Mario Di Falco           | Sindaco                         | 15 settembre 1984 | 8 gennaio 1985                | Partito Socialista Italiano                               |                                                |
|                  | Gennarino Gallo          | Commissario prefettizio         | 9 gennaio 1985    | 18 settembre 1985             |                                                           |                                                |
|                  | Giulio Santarelli        | Sindaco                         | 19 settembre 1985 | 4 aprile 1986                 | Partito Socialista Italiano                               |                                                |
|                  | Leonardo Massa           | Sindaco                         | 11 aprile 1986    | 20 settembre 1988             | Partito Socialista Italiano                               |                                                |
|                  | Leonardo Massa           | Sindaco                         | 20 settembre 1988 | 7 luglio 1989                 | Partito Socialista Democratico Italiano                   | Dimissioni.                                    |
|                  | Elio Giovannini          | Sindaco                         | 13 ottobre 1989   | 25 maggio 1990                | Partito Socialista Italiano                               |                                                |
|                  | Giulio Santarelli        | Sindaco                         | 25 maggio 1990    | 25 settembre 1990             | Partito Socialista Italiano                               |                                                |
|                  | Elio Giovannini          | Sindaco                         | 25 settembre 1990 | 28 settembre 1991             | Partito Socialista Italiano                               |                                                |
|                  | Giulio Santarelli        | Sindaco                         | 28 settembre 1991 | 9 gennaio 1992                | Partito Socialista Italiano                               |                                                |
|                  | Abbondio Rapo            | Sindaco                         | 9 gennaio 1992    | 15 aprile 1993                | Partito Socialista Italiano                               |                                                |
|                  | Guglielmo Iozzia         | Commissario prefettizio         | 15 giugno 1993    | 5 luglio 1995                 |                                                           |                                                |
|                  | Achille Togna            | Commissario prefettizio         | 5 luglio 1995     | 24 giugno 1996                |                                                           |                                                |
|                  | Rosa Perrone             | Sindaco                         | 24 giugno 1996    | 1º maggio 2000                | Liste civiche di centrosinistra                           |                                                |
|                  | Fabio Desideri           | Sindaco                         | 1º maggio 2000    | 24 giugno 2002                | Liste civiche di centrodestra                             | Scioglimento del Consiglio comunale.           |
|                  | Fausto Gianni            | Commissario prefettizio         | 24 giugno 2002    | 10 giugno 2003                |                                                           |                                                |
|                  | Ugo Onorati              | Sindaco                         | 10 giugno 2003    | 23 aprile 2005                | Liste civiche di centrosinistra                           | Dimissione del Consiglio comunale.             |
|                  | Ferdinando Santoriello   | Commissario prefettizio         | 23 aprile 2005    | 30 maggio 2006                |                                                           |                                                |
|                  | Adriano Palozzi          | Sindaco                         | 13 giugno 2006    | 16 maggio 2011                | Alleanza Nazionale Il Popolo della Libertà                |                                                |
| 18 maggio 2011   | Adriano Palozzi          | Sindaco                         | 26 aprile 2013    | Eletto consigliere regionale. | Alleanza Nazionale Il Popolo della Libertà                |                                                |
|                  | Fabrizio De Sanctis      | Vicesindaco                     | 26 aprile 2013    | 26 maggio 2014                | Il Popolo della Libertà                                   |                                                |
|                  | Fabio Silvagni           | Sindaco                         | 27 maggio 2014    | 10 aprile 2015                | Forza Italia                                              | Sospeso dalla carica.                          |
|                  | Fabrizio De Sanctis      | Vicesindaco                     | 10 aprile 2015    | 8 settembre 2015              | Fratelli d'Italia                                         | Dimissioni della metà più uno dei consiglieri. |
|                  | Enza Caporale            | Commissario prefettizio         | 18 settembre 2015 | 21 giugno 2016                |                                                           |                                                |
|                  | Carlo Colizza            | Sindaco                         | 21 giugno 2016    | 20 ottobre 2021               | Movimento 5 Stelle                                        |                                                |
|                  | Stefano Cecchi           | Sindaco                         | 20 ottobre 2021   | in carica                     | Liste civiche di centrodestra                             |                                                |